# 1020事件
1020事件是2023年10月20日于緬甸果敢自治區發生一宗涉嫌杀害涉及電詐的中華人民共和國籍公民之事件。
多份媒體報導事件的細節各有不同之處，事件大致上的情形是當時有數百名中國公民被困在由明學昌家族控制的臥虎山莊電詐園區從事電詐，迫於中國的反電詐壓力，明氏家族旗下民兵轉移中籍電詐人員到他方，途中有人試圖逃走，而協助中國公民的中方卧底警務人員表明身份試圖制止明家民兵轉移反而遭到殺害，事件中有多名中國公民死亡。緬甸獨立媒體《今日緬甸》引用緬甸官媒的軍政府內部人員消息，證實事件。此事件在2024年12月30日得到中華人民共和國官方證實，然而在伤亡情况上与先前媒体报道不同，且否认有中國警方人員死伤。諸多媒體將之視為1027行動的導火線。

## 背景
果敢自治區是緬甸撣邦的一部分，在2009年果敢軍事衝突之前由果敢民族民主同盟軍控制。果敢民族民主同盟軍是由彭家聲於1989年成立的一支民族武裝組織，在彭家聲退出緬甸共產黨和軍政府和談後，與部下成立果敢民族民主同盟軍，在果敢實行自治。2009年，果敢民族民主同盟軍發生內訌，彭家聲遭部分手下背叛，背叛者與緬甸政府軍合作，將果敢民族民主同盟驅逐出果敢地區。這些背叛者被稱為「四大家族」，分別是白所成、魏超仁、劉國璽和劉正祥（劉阿寶）。明學昌家族在其後冒起，成為四大家族之外的後起之秀，其與四大家族關係密切。四大家族和明學昌家族在緬甸軍政府的支持下，控制了果敢地區的政治、經濟和軍事，並從事各種非法活動，如販毒、走私、賭博和電信網絡詐騙。
電詐是四大家族的主要收入來源之一，其從中謀取暴利，也是他們與中國的主要矛盾所在。這些詐騙集團主要以中國籍人員為成員，他們通過電話、網絡或社交媒體，以各種手段騙取中國境內的受害者的錢財。這些詐騙人員通常被四大家族以高薪或其他誘惑招募，但到了果敢地區後，就被剝奪了自由，被迫在嚴密的監控下工作，不能隨意離開或聯繫外界。一旦被發現有逃跑或反抗的意圖，就會遭到嚴厲的懲罰，甚至被殺害。
美國和平研究所在報告中指，中華人民共和國當局對電詐問題“故意袖手旁觀”。但在2023年夏起，中國當局允許有關緬北電詐題材的中國電影，包括《孤注一掷》、《鸚鵡殺》和《消失的她》上映，電影的票房收入超過10億美元。這些電影傳遞「只有在中國的幫助下，中國公民才能在東南亞安全」的訊息。到2023年9月中旬，中國單方面採取行動，對撣邦及佤邦進行史無前例的施壓行動。

## 事件
2023年10月，明学昌家族开始谋划将卧虎山庄内的电诈分子转移；10月19日，明家通知卧虎山庄电诈金主，该窝点将于20日被清查。为逃避打击，明家和电诈金主在當天晚上开始武装押送約600名电诈分子，从卧虎山庄转移到明珍珍控制的“承德公馆”（红房子）及“东湖山庄”。10月20日，在轉移過程中，部分被扣押人員发觉回国无望試圖逃跑，並得到了中方卧底警務人員的幫助。他們在逃跑時被明家的武裝發現，在中方卧底警務人員亮明身份的情況下，明家依然下令開火（新华社的版本则未提到卧底警察）。事后明珍珍指使将尸体掩埋，“埋到了我们家的一块地那里，因之前我父亲在那里养了很多牛马之类的，是很宽的一片地，比较合适。”
不同媒體報導的死亡數字各有不同，据称有1名至4名中方卧底警務人員被殺害；約70名至80名中國公民被滅口。但在2024年12月30日，负责侦查此案的温州警方称该起事件共造成4人死亡，4人受伤，均为电诈园区内工作人员。
此事件被稱為「1020事件」，也被認為是「1027行動」的導火線。美國和平研究所在報告中称，10月20日發生屠殺中國人和中國臥底警察的事件，形容慘烈程度可與2011年發生的湄公河慘案相比，「這宗事件無疑引起中國震怒」。緬甸媒體《今日緬甸》報導引用緬甸官媒的緬甸軍政府內部人士消息，表示事件中有中國臥底警察以及其他中國公民被殺害。

## 反應

### 中華人民共和國
部份非中方媒體認為1020事件的發生引起中方震怒。
美國和平研究所、BBC新聞、《今日緬甸》、《星島日報》均報導指，10月21日，中國雲南省臨滄市人民政府外事辦公室致函果敢，指中方高度關切此事，要求明學昌交代真相。但另有中国浙江省《都市快报》记者核实，云南省临沧市人民政府外事办回应此事，表示其内部并无网传函件所列的联系人，也未出具过此函。
BBC新聞報導指，在1020事件後，中國向緬甸軍政府和果敢統治者之一白所成強力施壓，要求交代。
美國和平研究所報告指，其後在10月27日以「反電詐」為由起兵的1027行動，得到中方的默許。
11月3日至5日，中華人民共和國外交部部長助理農融訪問緬甸，獲緬甸軍政府承諾與中方合作打擊電詐網賭。11月12日，中国浙江省公安机关公开通缉明学昌、明国平、明菊兰、明珍珍四名明氏家族成员。《今日緬甸》報導指，中方起初試圖秘密解決問題，但最後卻公開發出明氏家族通缉令。
12月10日，中国辽宁省、福建省和重庆市公安机关分别对白所成、魏怀仁、刘正祥等10名果敢地区政商高层人物进行公开通缉。
2024年12月30日，新华社发表《罄竹难书罪 千里缉凶还——公安机关侦破缅北果敢明家犯罪案件始末》，这是中国官方首次公开证实1020事件的发生，但报道否认了卧底警察遇害的说法，并未提及有警方人员参与，且报道中伤亡人数与此前其它媒体的报道不同。中方表示，2023年10月19日，明家通知臥虎山莊電诈負責人，該地將於20日被清查，明家便安排武裝人員押運電詐人員從臥虎山莊轉移至其他地方看押，次日有電詐人員途中逃走，武裝人員便朝逃走人員開槍，導致4名電詐人員身亡，4人受傷。溫州市公安局常務副局長王造在接受中國中央電視台採訪時表示「10.20事件」中有中國警方人員遇害的說法純屬謠言。

### 緬甸
緬甸獨立媒體《今日緬甸》引用緬甸官媒的軍政府內部人員消息，確認1020事件的發生。
1020事件發生後，在中國的憤怒和強力壓力下，包括明學昌、趙德強、劉正祥等果敢现任及前任領導人於10月26日召開專項工作會議，稱要強化打擊電詐及其衍生的犯罪行為。
10月27日，反緬甸軍政府武裝果敢民族民主同盟軍、若開軍和德昂民族解放軍的三兄弟聯盟以「反電詐」名義突襲緬甸軍事哨所，是為1027行動。果敢民族民主同盟軍發表聲明稱，發動攻擊的原因是為了為協助中國打擊緬北地區四大家族所經營的電詐集團。此行動導致敏昂來為首的緬甸軍政府失去緬北控制權，而受到其包庇的四大家族及明學昌家族也於衝突中失勢。
10月30日，緬甸軍政府搜查卧虎山莊，搜捕700名中國籍電詐集團成員。同日，緬甸軍政府首腦敏昂萊接受鳳凰衛視專訪，承認緬甸軍政府沒有對緬北詐騙的首腦採取有效行動。10月31日，另外在逃的300名卧虎山莊中國籍電詐集團成員被捕。
11月15日夜間，緬方進行抓捕明學昌家族行動，据缅方通报明學昌在行動中“自殺身亡”。11月16日，被抓捕的明氏家族成員明國平、明菊蘭、明珍珍在中緬南傘口岸移交中國警方。

## 調查及审判
1020事件發生後，中華人民共和國公安部下令溫州公安局督查本案，並協同昆明、臨滄兩地公安機關成立專案組。專案組先從由緬北地區移交至中國的涉嫌電詐人員進行篩查，並找出400多位1020事件的親歷者或知情者，當中有人向公安指證明珍珍在事件發生後下令銷毀證據，並將其中3名遇害者掩埋。這讓中国公安机关對明学昌等明氏家族成员發布通缉令。
2023年11月明氏家族成员被引渡后，中緬兩方执法人员赴缅甸老街完成了调查取证工作，发现了受害者遗体、一些被焚烧人员的骨灰、枪弹痕迹、弹头及血迹样本。
2024年9月5日，明氏家族犯罪集团主要成员被移送温州市人民检察院审查起诉。同年12月30日，温州检察院对该集团明国平、明珍珍等39名被告人（當中16人為緬甸公民）向温州市中级人民法院提起公诉。其涉及罪名包括诈骗罪、故意杀人罪、故意伤害罪、非法拘禁罪、开设赌场罪、贩卖毒品罪、组织卖淫罪等，全案共计1110本卷宗，近1.5万份书证、物证等证据材料，以及50TB的电子数据。温州市人民检察院常務副檢察長王盛在接受中國中央電視台記者採訪時稱，就明家犯罪集团在緬北涉嫌干犯的刑事犯罪行為，依照中華人民共和國刑法第六、八、九條有關規定，中國有權對此等刑事案件行使刑事管轄權。检察機關將對當中手段特別殘忍、犯罪情節特別惡劣、主觀惡性極深、人身和社會危險性極大、犯罪後果和罪行極其嚴重的被告人向法院尋求判處極刑的量刑建議。
2025年2月14日至19日，浙江省温州市中级人民法院一审公开开庭审理了明国平、明珍珍、毕会军、明菊兰、巫鸿明等23名被告人诈骗、故意杀人、故意伤害、非法拘禁、敲诈勒索、开设赌场、组织卖淫、贩卖毒品、组织他人偷越国（边）境、偷越国（边）境、侵犯公民个人信息一案。明国安等人被另案处理。